# 高屋町中島
高屋町中島(たかやちょうなかしま)とは、広島県東広島市の町名。全域で住居表示未実施である。

## 概要
町内をJR山陽本線が横断しており、西高屋駅が設置されている。隣接する杵原とともに高屋地区の中心部を構成している。

## 交通

### 鉄道
- JR山陽本線 - 西高屋駅

### バス
西高屋駅北側にあるロータリーを拠点として、複数のバス路線が運行されている。詳細は当該記事を参照されたい。

### 道路
- 広島県道59号東広島本郷忠海線
- 広島県道194号西高屋停車場線

## 施設

### 教育施設
- 広島県立広島中学校・高等学校
- 東広島市立高屋中学校
- 東広島市立高屋西小学校

### 商業・金融施設
- 広島銀行高屋支店
- もみじ銀行
- 西高屋駅前郵便局

### その他
- 高屋浄水場
- 東広島警察署西高屋交番

## 教育
市立小・中学校に通う場合、学区は以下のようになる。
高屋西小学校→高屋中学校